# Élections législatives de 2017 en Moselle
Les élections législatives françaises de 2017 se déroulent les 11 et 18 juin 2017. Dans le département de la Moselle, neuf députés sont à élire dans le cadre de neuf circonscriptions.

## Élus
| Circonscription                                 | Député sortant      | Parti | Parti | Député élu ou réélu | Parti | Parti |
| ----------------------------------------------- | ------------------- | ----- | ----- | ------------------- | ----- | ----- |
| 1re                                             | Aurélie Filippetti  |       | PS    | Belkhir Belhaddad   |       | LREM  |
| 2e                                              | Denis Jacquat*      |       | LR    | Ludovic Mendes      |       | LREM  |
| 3e                                              | Marie-Jo Zimmermann |       | LR    | Richard Lioger      |       | LREM  |
| 4e                                              | Alain Marty*        |       | LR    | Fabien Di Filippo   |       | LR    |
| 5e                                              | Céleste Lett        |       | LR    | Nicole Gries-Trisse |       | LREM  |
| 6e                                              | Laurent Kalinowski* |       | PS    | Christophe Arend    |       | LREM  |
| 7e                                              | Paola Zanetti       |       | PS    | Hélène Zannier      |       | LREM  |
| 8e                                              | Michel Liebgott*    |       | PS    | Brahim Hammouche    |       | MoDem |
| 9e                                              | Patrick Weiten*     |       | UDI   | Isabelle Rauch      |       | LREM  |
| * député sortant ne se représentant pas en 2017 |                     |       |       |                     |       |       |

## Rappel des résultats départementaux des élections de 2012
| Parti          | Parti                                        | Premier tour | Premier tour | Second tour | Second tour | Sièges |  |
| Parti          | Parti                                        | Voix         | %            | Voix        | %           | Sièges |  |
| -------------- | -------------------------------------------- | ------------ | ------------ | ----------- | ----------- | ------ |  |
|                | Parti socialiste                             | 135 695      | 35,32        | 177 579     | 47,56       | 4      |  |
|                | Europe Écologie Les Verts                    | 4 569        | 1,19         |             |             | 0      |  |
|                | Divers gauche dont MRC                       | 2 596        | 0,68         | 0           |             |        |  |
|                | Parti radical de gauche                      | 391          | 0,10         | 0           |             |        |  |
|                | Majorité présidentielle                      | 143 251      | 37,29        | 177 579     | 47,56       | 4      |  |
|                |                                              |              |              |             |             |        |  |
|                | Union pour un mouvement populaire            | 110 689      | 28,81        | 124 974     | 33,47       | 5      |  |
|                | Parti radical                                | 15 962       | 4,15         | 18 471      | 4,95        | 0      |  |
|                | Divers droite dont DLR, PCD                  | 2 362        | 0,61         |             |             | 0      |  |
|                | Nouveau centre                               | 2 284        | 0,59         | 0           |             |        |  |
|                | Droite parlementaire                         | 131 297      | 34,17        | 143 445     | 38,42       | 5      |  |
|                |                                              |              |              |             |             |        |  |
|                | Front national                               | 78 824       | 20,52        | 52 371      | 14,03       | 0      |  |
|                | Front de gauche                              | 13 560       | 3,53         |             |             | 0      |  |
|                | Divers écologiste dont MÉI, AÉI, Cap21 et GÉ | 6 295        | 1,64         | 0           |             |        |  |
|                | Extrême gauche dont LO, NPA et POI           | 4 484        | 1,17         | 0           |             |        |  |
|                | Mouvement démocrate                          | 4 362        | 1,14         | 0           |             |        |  |
|                | Divers                                       | 2 123        | 0,55         | 0           |             |        |  |
|                |                                              |              |              |             |             |        |  |
| Inscrits       | Inscrits                                     | 746 392      | 100,00       | 746 357     | 100,00      | 9      |  |
| Abstentions    | Abstentions                                  | 356 340      | 47,74        | 360 517     | 48,3        |        |  |
| Votants        | Votants                                      | 390 052      | 52,26        | 385 840     | 51,7        |        |  |
| Blancs et nuls | Blancs et nuls                               | 5 856        | 1,5          | 12 445      | 3,23        |        |  |
| Exprimés       | Exprimés                                     | 384 196      | 98,5         | 373 395     | 96,77       |        |  |

## Résultats

### Résultats à l'échelle du département
|                                             |                                      |                           |                           |                          |                          |
|                                             |                                      | Premier tour 11 juin 2017 | Premier tour 11 juin 2017 | Second tour 18 juin 2017 | Second tour 18 juin 2017 |
|                                             |                                      |                           |                           |                          |                          |
|                                             |                                      | Nombre                    | % des inscrits            | Nombre                   | % des inscrits           |
| Inscrits                                    | Inscrits                             | 751 202                   | 100,00                    | 751 122                  | 100,00                   |
| Abstentions                                 | Abstentions                          | 431 530                   | 57,45                     | 465 472                  | 61,97                    |
| Votants                                     | Votants                              | 319 672                   | 42,55                     | 285 650                  | 38,03                    |
|                                             |                                      |                           | % des votants             |                          | % des votants            |
| Bulletins blancs                            | Bulletins blancs                     | 5 173                     | 1,62                      | 19 634                   | 6,87                     |
| Bulletins nuls                              | Bulletins nuls                       | 1 786                     | 0,56                      | 6 546                    | 2,29                     |
| Suffrages exprimés                          | Suffrages exprimés                   | 312 713                   | 97,82                     | 259 470                  | 90,83                    |
|                                             |                                      |                           |                           |                          |                          |
| Étiquette politique                         | Étiquette politique                  | Voix                      | % des exprimés            | Voix                     | % des exprimés           |
|                                             |                                      |                           |                           |                          |                          |
|                                             | La République en marche              | 82 798                    | 26,48                     | 129 962                  | 50,09                    |
|                                             | Front national                       | 57 744                    | 18,47                     | 57 844                   | 22,29                    |
|                                             | Les Républicains                     | 46 259                    | 14,79                     | 55 514                   | 21,40                    |
|                                             | La France insoumise                  | 29 557                    | 9,45                      |                          |                          |
|                                             | Parti socialiste                     | 22 042                    | 7,05                      |                          |                          |
|                                             | Union des démocrates et indépendants | 17 528                    | 5,61                      |                          |                          |
|                                             | Divers droite                        | 11 241                    | 3,59                      |                          |                          |
|                                             | Mouvement démocrate                  | 9 729                     | 3,11                      | 16 150                   | 6,22                     |
|                                             | Divers                               | 9 713                     | 3,11                      |                          |                          |
|                                             | Écologiste                           | 9 090                     | 2,91                      |                          |                          |
|                                             | Parti communiste français            | 4 465                     | 1,43                      |                          |                          |
|                                             | Divers gauche                        | 4 366                     | 1,40                      |                          |                          |
|                                             | Extrême gauche                       | 2 804                     | 0,90                      |                          |                          |
|                                             | Régionaliste                         | 2 740                     | 0,88                      |                          |                          |
|                                             | Debout la France                     | 2 353                     | 0,75                      |                          |                          |
|                                             | Extrême droite                       | 284                       | 0,09                      |                          |                          |
| Source : Ministère de l'Intérieur - Moselle |                                      |                           |                           |                          |                          |

### Résultats par circonscription

#### Première circonscription
Député sortant : Aurélie Filippetti (Parti socialiste).
|                                                                            | |                           |                           |                          |                          |
|                                                                            | | Premier tour 11 juin 2017 | Premier tour 11 juin 2017 | Second tour 18 juin 2017 | Second tour 18 juin 2017 |
|                                                                            | |                           |                           |                          |                          |
|                                                                            | | Nombre                    | % des inscrits            | Nombre                   | % des inscrits           |
| Inscrits                                                                   | Inscrits | 91 439                    | 100,00                    | 91 439                   | 100,00                   |
| Abstentions                                                                | Abstentions | 53 208                    | 58,19                     | 57 531                   | 62,92                    |
| Votants                                                                    | Votants | 38 231                    | 41,81                     | 33 908                   | 37,08                    |
|                                                                            | |                           | % des votants             |                          | % des votants            |
| Bulletins blancs                                                           | Bulletins blancs | 623                       | 1,63                      | 2 850                    | 8,41                     |
| Bulletins nuls                                                             | Bulletins nuls | 178                       | 0,47                      | 879                      | 2,59                     |
| Suffrages exprimés                                                         | Suffrages exprimés | 37 430                    | 97,90                     | 30 179                   | 89,00                    |
|                                                                            | |                           |                           |                          |                          |
| Candidat Étiquette politique (partis et alliances)                         | Candidat Étiquette politique (partis et alliances)                                                                                 | Voix                      | % des exprimés            | Voix                     | % des exprimés           |
|                                                                            | |                           |                           |                          |                          |
|                                                                            | Belkhir Belhaddad La République en marche                                                                                          | 10 493                    | 28,03                     | 18 098                   | 59,97                    |
|                                                                            | Laurence Burg Front national | 6 848                     | 18,30                     | 12 081                   | 40,03                    |
|                                                                            | Aurélie Filippetti (députée sortante) Parti socialiste (Parti radical de gauche - Europe Écologie Les Verts - Génération écologie) | 4 417                     | 11,80                     |                          |                          |
|                                                                            | Marie-Louise Kuntz Les Républicains (Les Républicains diss.)                                                                       | 4 358                     | 11,64                     |                          |                          |
|                                                                            | Narjès Chouikha La France insoumise                                                                                                | 3 901                     | 10,42                     |                          |                          |
|                                                                            | Marie Tribout Union des démocrates et indépendants (Les Républicains)                                                              | 3 170                     | 8,47                      |                          |                          |
|                                                                            | Frédéric Navrot Divers | 1 060                     | 2,83                      |                          |                          |
|                                                                            | Pascal Schmitt Divers | 622                       | 1,66                      |                          |                          |
|                                                                            | Thomas Calligaro Parti communiste français                                                                                         | 589                       | 1,57                      |                          |                          |
|                                                                            | Béatrice Sieja Divers (Parti animaliste)                                                                                           | 581                       | 1,55                      |                          |                          |
|                                                                            | Corinne Morgen Écologiste (Confédération pour l'homme, l'animal et la planète)                                                     | 492                       | 1,31                      |                          |                          |
|                                                                            | Olivier Fath Régionaliste (57-Le Parti des Mosellans)                                                                              | 210                       | 0,56                      |                          |                          |
|                                                                            | Didier Georget Lutte ouvrière | 205                       | 0,55                      |                          |                          |
|                                                                            | René Sicuranza Divers (Union populaire républicaine)                                                                               | 178                       | 0,48                      |                          |                          |
|                                                                            | Calogero Gagliano Extrême gauche (Parti ouvrier indépendant démocratique)                                                          | 155                       | 0,41                      |                          |                          |
|                                                                            | Éric Graff Divers gauche (Basta!)                                                                                                  | 151                       | 0,40                      |                          |                          |
| Source : Ministère de l'Intérieur - Première circonscription de la Moselle | |                           |                           |                          |                          |

#### Deuxième circonscription
Député sortant : Denis Jacquat (Les Républicains).
|                                                                            | |                           |                           |                          |                          |
|                                                                            | | Premier tour 11 juin 2017 | Premier tour 11 juin 2017 | Second tour 18 juin 2017 | Second tour 18 juin 2017 |
|                                                                            | |                           |                           |                          |                          |
|                                                                            | | Nombre                    | % des inscrits            | Nombre                   | % des inscrits           |
| Inscrits                                                                   | Inscrits | 76 513                    | 100,00                    | 76 512                   | 100,00                   |
| Abstentions                                                                | Abstentions | 41 867                    | 54,72                     | 46 692                   | 61,03                    |
| Votants                                                                    | Votants | 34 646                    | 45,28                     | 29 820                   | 38,97                    |
|                                                                            | |                           | % des votants             |                          | % des votants            |
| Bulletins blancs                                                           | Bulletins blancs                                                                                                  | 487                       | 1,41                      | 2 307                    | 7,74                     |
| Bulletins nuls                                                             | Bulletins nuls | 160                       | 0,46                      | 757                      | 2,54                     |
| Suffrages exprimés                                                         | Suffrages exprimés                                                                                                | 33 999                    | 98,13                     | 26 756                   | 89,73                    |
|                                                                            | |                           |                           |                          |                          |
| Candidat Étiquette politique (partis et alliances)                         | Candidat Étiquette politique (partis et alliances)                                                                | Voix                      | % des exprimés            | Voix                     | % des exprimés           |
|                                                                            | |                           |                           |                          |                          |
|                                                                            | Ludovic Mendes La République en marche                                                                            | 11 422                    | 33,60                     | 14 020                   | 52,40                    |
|                                                                            | Jean François Les Républicains (Union des démocrates et indépendants)                                             | 6 232                     | 18,33                     | 12 736                   | 47,60                    |
|                                                                            | Marie-Claude Voinçon Front national                                                                               | 4 962                     | 14,59                     |                          |                          |
|                                                                            | Claudine Poirson La France insoumise                                                                              | 3 108                     | 9,14                      |                          |                          |
|                                                                            | Nathalie Colin-Oesterlé Union des démocrates et indépendants (Union des démocrates et indépendants diss.)         | 2 883                     | 8,48                      |                          |                          |
|                                                                            | Jean-Michel Toulouze Parti socialiste                                                                             | 2 205                     | 6,49                      |                          |                          |
|                                                                            | Marie-Pierre Comte Europe Écologie Les Verts                                                                      | 871                       | 2,56                      |                          |                          |
|                                                                            | Quentin Lachenal Divers (Parti animaliste)                                                                        | 522                       | 1,54                      |                          |                          |
|                                                                            | Irma Vollmer Parti communiste français                                                                            | 306                       | 0,90                      |                          |                          |
|                                                                            | Agnès Brossard Écologiste (Mouvement écologiste indépendant - Confédération pour l'homme, l'animal et la planète) | 283                       | 0,83                      |                          |                          |
|                                                                            | Théo Fontaine Divers (Union populaire républicaine)                                                               | 257                       | 0,76                      |                          |                          |
|                                                                            | Marc Le Clec'h Divers                                                                                             | 246                       | 0,72                      |                          |                          |
|                                                                            | Thomas Riboulet Régionaliste (Mouvement 100 % - Parti lorrain)                                                    | 208                       | 0,61                      |                          |                          |
|                                                                            | Mario Rinaldi Lutte ouvrière                                                                                      | 197                       | 0,58                      |                          |                          |
|                                                                            | Jean Lambert Divers gauche (Basta!)                                                                               | 172                       | 0,51                      |                          |                          |
|                                                                            | Albert Dal Pozzolo Extrême gauche (Parti ouvrier indépendant démocratique)                                        | 104                       | 0,31                      |                          |                          |
|                                                                            | Jordane Ciachera Écologiste (Union des forces citoyennes et républicaines)                                        | 20                        | 0,06                      |                          |                          |
|                                                                            | Martine Sroczynski Régionaliste (57-Le Parti des Mosellans)                                                       | 1                         | 0,00                      |                          |                          |
| Source : Ministère de l'Intérieur - Deuxième circonscription de la Moselle | |                           |                           |                          |                          |

#### Troisième circonscription
Député sortant : Marie-Jo Zimmermann (Les Républicains).
|                                                                             |                                                                                   |                           |                           |                          |                          |
|                                                                             |                                                                                   | Premier tour 11 juin 2017 | Premier tour 11 juin 2017 | Second tour 18 juin 2017 | Second tour 18 juin 2017 |
|                                                                             |                                                                                   |                           |                           |                          |                          |
|                                                                             |                                                                                   | Nombre                    | % des inscrits            | Nombre                   | % des inscrits           |
| Inscrits                                                                    | Inscrits                                                                          | 75 317                    | 100,00                    | 75 323                   | 100,00                   |
| Abstentions                                                                 | Abstentions                                                                       | 41 113                    | 54,59                     | 45 693                   | 60,66                    |
| Votants                                                                     | Votants                                                                           | 34 204                    | 45,41                     | 29 630                   | 39,34                    |
|                                                                             |                                                                                   |                           | % des votants             |                          | % des votants            |
| Bulletins blancs                                                            | Bulletins blancs                                                                  | 471                       | 1,38                      | 2 163                    | 7,30                     |
| Bulletins nuls                                                              | Bulletins nuls                                                                    | 166                       | 0,49                      | 797                      | 2,69                     |
| Suffrages exprimés                                                          | Suffrages exprimés                                                                | 33 567                    | 98,14                     | 26 670                   | 90,01                    |
|                                                                             |                                                                                   |                           |                           |                          |                          |
| Candidat Étiquette politique (partis et alliances)                          | Candidat Étiquette politique (partis et alliances)                                | Voix                      | % des exprimés            | Voix                     | % des exprimés           |
|                                                                             |                                                                                   |                           |                           |                          |                          |
|                                                                             | Richard Lioger La République en marche                                            | 11 408                    | 33,99                     | 13 657                   | 51,21                    |
|                                                                             | Marie-Jo Zimmermann (députée sortante) Les Républicains                           | 7 195                     | 21,43                     | 13 013                   | 48,79                    |
|                                                                             | Françoise Grolet Front national                                                   | 5 308                     | 15,81                     |                          |                          |
|                                                                             | Denis Maciazek La France insoumise                                                | 3 423                     | 10,20                     |                          |                          |
|                                                                             | Nathalie De Oliveira Parti socialiste                                             | 1 912                     | 5,70                      |                          |                          |
|                                                                             | Mathias Boquet Europe Écologie Les Verts                                          | 1 315                     | 3,92                      |                          |                          |
|                                                                             | Christine Singer Union des démocrates et indépendants (577-Les Indépendants)      | 755                       | 2,25                      |                          |                          |
|                                                                             | Franck Monguillon Écologiste (Confédération pour l'homme, l'animal et la planète) | 577                       | 1,72                      |                          |                          |
|                                                                             | Marie Maréchal Parti communiste français                                          | 436                       | 1,30                      |                          |                          |
|                                                                             | Maxime Louis Parti animaliste                                                     | 368                       | 1,10                      |                          |                          |
|                                                                             | Isabelle Catalan Divers gauche (Basta!)                                           | 238                       | 0,71                      |                          |                          |
|                                                                             | Sylvie Allais Union populaire républicaine                                        | 229                       | 0,68                      |                          |                          |
|                                                                             | Lucas Fiorenza Régionaliste (57-Le Parti des Mosellans)                           | 222                       | 0,66                      |                          |                          |
|                                                                             | Étienne Hodara Lutte ouvrière                                                     | 181                       | 0,54                      |                          |                          |
| Source : Ministère de l'Intérieur - Troisième circonscription de la Moselle |                                                                                   |                           |                           |                          |                          |

#### Quatrième circonscription
Député sortant : Alain Marty (Les Républicains).
|                                                                             |                                                                           |                           |                           |                          |                          |
|                                                                             |                                                                           | Premier tour 11 juin 2017 | Premier tour 11 juin 2017 | Second tour 18 juin 2017 | Second tour 18 juin 2017 |
|                                                                             |                                                                           |                           |                           |                          |                          |
|                                                                             |                                                                           | Nombre                    | % des inscrits            | Nombre                   | % des inscrits           |
| Inscrits                                                                    | Inscrits                                                                  | 81 481                    | 100,00                    | 81 477                   | 100,00                   |
| Abstentions                                                                 | Abstentions                                                               | 43 049                    | 52,83                     | 47 774                   | 58,63                    |
| Votants                                                                     | Votants                                                                   | 38 432                    | 47,17                     | 33 703                   | 41,37                    |
|                                                                             |                                                                           |                           | % des votants             |                          | % des votants            |
| Bulletins blancs                                                            | Bulletins blancs                                                          | 793                       | 2,06                      | 2 533                    | 7,52                     |
| Bulletins nuls                                                              | Bulletins nuls                                                            | 239                       | 0,62                      | 979                      | 2,90                     |
| Suffrages exprimés                                                          | Suffrages exprimés                                                        | 37 400                    | 97,31                     | 30 191                   | 89,58                    |
|                                                                             |                                                                           |                           |                           |                          |                          |
| Candidat Étiquette politique (partis et alliances)                          | Candidat Étiquette politique (partis et alliances)                        | Voix                      | % des exprimés            | Voix                     | % des exprimés           |
|                                                                             |                                                                           |                           |                           |                          |                          |
|                                                                             | Mathilde Huchot La République en marche                                   | 10 198                    | 27,27                     | 14 102                   | 46,71                    |
|                                                                             | Fabien Di Filippo Les Républicains (Union des démocrates et indépendants) | 6 976                     | 18,65                     | 16 089                   | 53,29                    |
|                                                                             | Amélie de La Rochère Front national                                       | 6 853                     | 18,32                     |                          |                          |
|                                                                             | Patrick Reichheld Divers droite                                           | 3 544                     | 9,48                      |                          |                          |
|                                                                             | Emmanuel Riehl Divers                                                     | 2 593                     | 6,93                      |                          |                          |
|                                                                             | Catherine Grosse La France insoumise                                      | 2 234                     | 5,97                      |                          |                          |
|                                                                             | Rémy Hamant Parti socialiste                                              | 1 229                     | 3,29                      |                          |                          |
|                                                                             | Brigitte Albertus Europe Écologie Les Verts                               | 959                       | 2,56                      |                          |                          |
|                                                                             | Didier Conte Debout la France                                             | 742                       | 1,98                      |                          |                          |
|                                                                             | Cédric Soualmia Divers droite                                             | 691                       | 1,85                      |                          |                          |
|                                                                             | Philippe Mouraux Régionaliste (57-Le Parti des Mosellans)                 | 417                       | 1,11                      |                          |                          |
|                                                                             | Hélène Girardot Parti communiste français                                 | 379                       | 1,01                      |                          |                          |
|                                                                             | Simon Giessinger Divers (Union populaire républicaine)                    | 263                       | 0,70                      |                          |                          |
|                                                                             | Pierre Nordemann Lutte ouvrière                                           | 220                       | 0,59                      |                          |                          |
|                                                                             | Norbert Degrelle Extrême droite (Union des Patriotes)                     | 102                       | 0,27                      |                          |                          |
|                                                                             | Lise Gerdil Divers droite                                                 | 0                         | 0,00                      |                          |                          |
| Source : Ministère de l'Intérieur - Quatrième circonscription de la Moselle |                                                                           |                           |                           |                          |                          |

#### Cinquième circonscription
Député sortant : Céleste Lett (Les Républicains).
|                                                                             |                                                                                       |                           |                           |                          |                          |
|                                                                             |                                                                                       | Premier tour 11 juin 2017 | Premier tour 11 juin 2017 | Second tour 18 juin 2017 | Second tour 18 juin 2017 |
|                                                                             |                                                                                       |                           |                           |                          |                          |
|                                                                             |                                                                                       | Nombre                    | % des inscrits            | Nombre                   | % des inscrits           |
| Inscrits                                                                    | Inscrits                                                                              | 73 982                    | 100,00                    | 73 972                   | 100,00                   |
| Abstentions                                                                 | Abstentions                                                                           | 41 438                    | 56,01                     | 43 460                   | 58,75                    |
| Votants                                                                     | Votants                                                                               | 32 544                    | 43,99                     | 30 512                   | 41,25                    |
|                                                                             |                                                                                       |                           | % des votants             |                          | % des votants            |
| Bulletins blancs                                                            | Bulletins blancs                                                                      | 564                       | 1,73                      | 1 585                    | 5,19                     |
| Bulletins nuls                                                              | Bulletins nuls                                                                        | 211                       | 0,65                      | 722                      | 2,37                     |
| Suffrages exprimés                                                          | Suffrages exprimés                                                                    | 31 769                    | 97,62                     | 28 205                   | 92,44                    |
|                                                                             |                                                                                       |                           |                           |                          |                          |
| Candidat Étiquette politique (partis et alliances)                          | Candidat Étiquette politique (partis et alliances)                                    | Voix                      | % des exprimés            | Voix                     | % des exprimés           |
|                                                                             |                                                                                       |                           |                           |                          |                          |
|                                                                             | Céleste Lett (député sortant) Les Républicains (Union des démocrates et indépendants) | 9 123                     | 28,72                     | 13 676                   | 48,49                    |
|                                                                             | Nicole Gries-Trisse La République en marche                                           | 7 775                     | 24,47                     | 14 529                   | 51,51                    |
|                                                                             | Pascal Jenft Front national                                                           | 5 478                     | 17,24                     |                          |                          |
|                                                                             | David Suck Union des démocrates et indépendants                                       | 4 193                     | 13,20                     |                          |                          |
|                                                                             | Brigitte Blang La France insoumise                                                    | 2 092                     | 6,59                      |                          |                          |
|                                                                             | Angèle Dufflo Parti socialiste                                                        | 823                       | 2,59                      |                          |                          |
|                                                                             | Élisabeth Parachini Europe Écologie Les Verts                                         | 549                       | 1,73                      |                          |                          |
|                                                                             | Solenne Schaff Debout la France                                                       | 457                       | 1,44                      |                          |                          |
|                                                                             | Chantal Uhring Régionaliste (57-Le Parti des Mosellans)                               | 264                       | 0,83                      |                          |                          |
|                                                                             | Bernadette Hilpert Parti communiste français                                          | 218                       | 0,69                      |                          |                          |
|                                                                             | Sébastien Ollier Lutte ouvrière                                                       | 193                       | 0,61                      |                          |                          |
|                                                                             | Ramazan Dogan Divers (Parti égalité et justice)                                       | 193                       | 0,61                      |                          |                          |
|                                                                             | Yvonne Wentzel Divers (Union populaire républicaine)                                  | 145                       | 0,46                      |                          |                          |
|                                                                             | Jacqueline Berger Divers (Civitas)                                                    | 142                       | 0,45                      |                          |                          |
|                                                                             | Daniella Bettenfeld Extrême gauche (Parti ouvrier indépendant démocratique)           | 124                       | 0,39                      |                          |                          |
| Source : Ministère de l'Intérieur - Cinquième circonscription de la Moselle |                                                                                       |                           |                           |                          |                          |

#### Sixième circonscription
Député sortant : Laurent Kalinowski (Parti socialiste).
|                                                                           | |                           |                           |                          |                          |
|                                                                           | | Premier tour 11 juin 2017 | Premier tour 11 juin 2017 | Second tour 18 juin 2017 | Second tour 18 juin 2017 |
|                                                                           | |                           |                           |                          |                          |
|                                                                           | | Nombre                    | % des inscrits            | Nombre                   | % des inscrits           |
| Inscrits                                                                  | Inscrits | 70 133                    | 100,00                    | 70 132                   | 100,00                   |
| Abstentions                                                               | Abstentions | 43 849                    | 62,52                     | 44 558                   | 63,53                    |
| Votants                                                                   | Votants | 26 284                    | 37,48                     | 25 574                   | 36,47                    |
|                                                                           | |                           | % des votants             |                          | % des votants            |
| Bulletins blancs                                                          | Bulletins blancs                                                                                                 | 332                       | 1,26                      | 1 180                    | 4,61                     |
| Bulletins nuls                                                            | Bulletins nuls                                                                                                   | 151                       | 0,57                      | 375                      | 1,47                     |
| Suffrages exprimés                                                        | Suffrages exprimés                                                                                               | 25 801                    | 98,16                     | 24 019                   | 93,92                    |
|                                                                           | |                           |                           |                          |                          |
| Candidat Étiquette politique (partis et alliances)                        | Candidat Étiquette politique (partis et alliances)                                                               | Voix                      | % des exprimés            | Voix                     | % des exprimés           |
|                                                                           | |                           |                           |                          |                          |
|                                                                           | Florian Philippot Front national                                                                                 | 6 138                     | 23,79                     | 10 337                   | 43,04                    |
|                                                                           | Christophe Arend La République en marche                                                                         | 5 679                     | 22,01                     | 13 682                   | 56,96                    |
|                                                                           | Pierre Lang Les Républicains (Union des démocrates et indépendants)                                              | 4 212                     | 16,32                     |                          |                          |
|                                                                           | Laurent Kleinhentz Divers gauche                                                                                 | 3 805                     | 14,75                     |                          |                          |
|                                                                           | Jonathan Outomuro La France insoumise                                                                            | 2 132                     | 8,26                      |                          |                          |
|                                                                           | Éric Diligent Divers droite                                                                                      | 1 359                     | 5,27                      |                          |                          |
|                                                                           | Jean-Christophe Kinnel Parti socialiste                                                                          | 928                       | 3,60                      |                          |                          |
|                                                                           | Chantal Mary Europe Écologie Les Verts                                                                           | 342                       | 1,33                      |                          |                          |
|                                                                           | Abdel-Kader Dehar Écologiste (Mouvement 100 %)                                                                   | 229                       | 0,89                      |                          |                          |
|                                                                           | Nicolas Walczak Parti communiste français                                                                        | 183                       | 0,71                      |                          |                          |
|                                                                           | Dominique Biry Extrême droite (Union des Patriotes)                                                              | 182                       | 0,71                      |                          |                          |
|                                                                           | Lola Legrand Lutte ouvrière                                                                                      | 177                       | 0,69                      |                          |                          |
|                                                                           | Pascal Schuster Divers (Parti du vote blanc)                                                                     | 145                       | 0,56                      |                          |                          |
|                                                                           | Sandra Montalescot Divers (Union populaire républicaine)                                                         | 111                       | 0,43                      |                          |                          |
|                                                                           | Jean Pluskota Écologiste (Mouvement écologiste indépendant - Confédération pour l'homme, l'animal et la planète) | 102                       | 0,40                      |                          |                          |
|                                                                           | Vincent Fourrier Régionaliste (57-Le Parti des Mosellans)                                                        | 77                        | 0,30                      |                          |                          |
|                                                                           | Marjolaine Hallier Divers droite                                                                                 | 0                         | 0,00                      |                          |                          |
| Source : Ministère de l'Intérieur - Sixième circonscription de la Moselle | |                           |                           |                          |                          |

#### Septième circonscription
Député sortant : Paola Zanetti (Parti socialiste).
|                                                                            | |                           |                           |                          |                          |
|                                                                            | | Premier tour 11 juin 2017 | Premier tour 11 juin 2017 | Second tour 18 juin 2017 | Second tour 18 juin 2017 |
|                                                                            | |                           |                           |                          |                          |
|                                                                            | | Nombre                    | % des inscrits            | Nombre                   | % des inscrits           |
| Inscrits                                                                   | Inscrits | 90 370                    | 100,00                    | 90 349                   | 100,00                   |
| Abstentions                                                                | Abstentions | 51 813                    | 57,33                     | 55 851                   | 61,82                    |
| Votants                                                                    | Votants | 38 557                    | 42,67                     | 34 498                   | 38,18                    |
|                                                                            | |                           | % des votants             |                          | % des votants            |
| Bulletins blancs                                                           | Bulletins blancs | 772                       | 2,00                      | 2 174                    | 6,30                     |
| Bulletins nuls                                                             | Bulletins nuls | 244                       | 0,63                      | 534                      | 1,55                     |
| Suffrages exprimés                                                         | Suffrages exprimés                                                                                                  | 37 541                    | 97,36                     | 31 790                   | 92,15                    |
|                                                                            | |                           |                           |                          |                          |
| Candidat Étiquette politique (partis et alliances)                         | Candidat Étiquette politique (partis et alliances)                                                                  | Voix                      | % des exprimés            | Voix                     | % des exprimés           |
|                                                                            | |                           |                           |                          |                          |
|                                                                            | Hélène Zannier La République en marche                                                                              | 10 290                    | 27,41                     | 17 879                   | 56,24                    |
|                                                                            | Kévin Pfeffer Front national                                                                                        | 8 916                     | 23,75                     | 13 911                   | 43,76                    |
|                                                                            | André Wojciechowski Union des démocrates et indépendants (Les Républicains)                                         | 6 520                     | 17,37                     |                          |                          |
|                                                                            | Paola Zanetti (députée sortante) Parti socialiste                                                                   | 4 499                     | 11,98                     |                          |                          |
|                                                                            | Kathia Donaté La France insoumise                                                                                   | 3 443                     | 9,17                      |                          |                          |
|                                                                            | Alain Léger Régionaliste (57-Le Parti des Mosellans)                                                                | 887                       | 2,36                      |                          |                          |
|                                                                            | Martine Jung Europe Écologie Les Verts                                                                              | 842                       | 2,24                      |                          |                          |
|                                                                            | Ridouan Faresse Divers                                                                                              | 553                       | 1,47                      |                          |                          |
|                                                                            | Diane Bousset Lutte ouvrière                                                                                        | 371                       | 0,99                      |                          |                          |
|                                                                            | Camille Waechter Écologiste (Mouvement écologiste indépendant - Confédération pour l'homme, l'animal et la planète) | 362                       | 0,96                      |                          |                          |
|                                                                            | Jean-Marc Kiehl Divers (Parti du vote blanc)                                                                        | 308                       | 0,82                      |                          |                          |
|                                                                            | Isabelle Desselier Divers (Union populaire républicaine)                                                            | 275                       | 0,73                      |                          |                          |
|                                                                            | Emin Gunduz Divers (Parti égalité et justice)                                                                       | 275                       | 0,73                      |                          |                          |
| Source : Ministère de l'Intérieur - Septième circonscription de la Moselle | |                           |                           |                          |                          |

#### Huitième circonscription
Député sortant : Michel Liebgott (Parti socialiste).
|                                                                            |                                                                                 |                           |                           |                          |                          |
|                                                                            |                                                                                 | Premier tour 11 juin 2017 | Premier tour 11 juin 2017 | Second tour 18 juin 2017 | Second tour 18 juin 2017 |
|                                                                            |                                                                                 |                           |                           |                          |                          |
|                                                                            |                                                                                 | Nombre                    | % des inscrits            | Nombre                   | % des inscrits           |
| Inscrits                                                                   | Inscrits                                                                        | 92 439                    | 100,00                    | 92 436                   | 100,00                   |
| Abstentions                                                                | Abstentions                                                                     | 59 366                    | 64,22                     | 62 211                   | 67,30                    |
| Votants                                                                    | Votants                                                                         | 33 073                    | 35,78                     | 30 225                   | 32,70                    |
|                                                                            |                                                                                 |                           | % des votants             |                          | % des votants            |
| Bulletins blancs                                                           | Bulletins blancs                                                                | 640                       | 1,94                      | 2 100                    | 6,95                     |
| Bulletins nuls                                                             | Bulletins nuls                                                                  | 170                       | 0,51                      | 678                      | 2,24                     |
| Suffrages exprimés                                                         | Suffrages exprimés                                                              | 32 263                    | 97,55                     | 27 447                   | 90,81                    |
|                                                                            |                                                                                 |                           |                           |                          |                          |
| Candidat Étiquette politique (partis et alliances)                         | Candidat Étiquette politique (partis et alliances)                              | Voix                      | % des exprimés            | Voix                     | % des exprimés           |
|                                                                            |                                                                                 |                           |                           |                          |                          |
|                                                                            | Brahim Hammouche Mouvement démocrate (La République en marche)                  | 9 729                     | 30,16                     | 16 150                   | 58,84                    |
|                                                                            | Hervé Hoff Front national                                                       | 7 517                     | 23,30                     | 11 297                   | 41,16                    |
|                                                                            | Lionel Burriello La France insoumise                                            | 5 038                     | 15,62                     |                          |                          |
|                                                                            | Peggy Mazzero-Becker Parti socialiste                                           | 3 140                     | 9,73                      |                          |                          |
|                                                                            | Éliane Assioma-Costa Les Républicains (Union des démocrates et indépendants)    | 2 488                     | 7,71                      |                          |                          |
|                                                                            | Patrick Peron Parti communiste français                                         | 1 936                     | 6,00                      |                          |                          |
|                                                                            | Pascal Didier Europe Écologie Les Verts                                         | 897                       | 2,78                      |                          |                          |
|                                                                            | Bernadette Meckes Debout la France                                              | 455                       | 1,41                      |                          |                          |
|                                                                            | Bernard Thierry Lutte ouvrière                                                  | 377                       | 1,17                      |                          |                          |
|                                                                            | Xavier Romero Divers (Union populaire républicaine)                             | 248                       | 0,77                      |                          |                          |
|                                                                            | Anne-Catherine Levecque Extrême gauche (Parti ouvrier indépendant démocratique) | 231                       | 0,72                      |                          |                          |
|                                                                            | Kévin Flaus Régionaliste (Mouvement 100 % - Parti lorrain)                      | 207                       | 0,64                      |                          |                          |
|                                                                            | Camille Kiffer Régionaliste (57-Le Parti des Mosellans)                         | 0                         | 0,00                      |                          |                          |
| Source : Ministère de l'Intérieur - Huitième circonscription de la Moselle |                                                                                 |                           |                           |                          |                          |

#### Neuvième circonscription
Député sortant : Patrick Weiten (Union des démocrates et indépendants).
|                                                                            |                                                                                 |                           |                           |                          |                          |
|                                                                            |                                                                                 | Premier tour 11 juin 2017 | Premier tour 11 juin 2017 | Second tour 18 juin 2017 | Second tour 18 juin 2017 |
|                                                                            |                                                                                 |                           |                           |                          |                          |
|                                                                            |                                                                                 | Nombre                    | % des inscrits            | Nombre                   | % des inscrits           |
| Inscrits                                                                   | Inscrits                                                                        | 99 479                    | 100,00                    | 99 482                   | 100,00                   |
| Abstentions                                                                | Abstentions                                                                     | 56 004                    | 56,30                     | 61 702                   | 62,02                    |
| Votants                                                                    | Votants                                                                         | 43 475                    | 43,70                     | 37 780                   | 37,98                    |
|                                                                            |                                                                                 |                           | % des votants             |                          | % des votants            |
| Bulletins blancs                                                           | Bulletins blancs                                                                | 575                       | 1,32                      | 2 742                    | 7,26                     |
| Bulletins nuls                                                             | Bulletins nuls                                                                  | 178                       | 0,41                      | 825                      | 2,18                     |
| Suffrages exprimés                                                         | Suffrages exprimés                                                              | 42 722                    | 98,27                     | 34 213                   | 90,56                    |
|                                                                            |                                                                                 |                           |                           |                          |                          |
| Candidat Étiquette politique (partis et alliances)                         | Candidat Étiquette politique (partis et alliances)                              | Voix                      | % des exprimés            | Voix                     | % des exprimés           |
|                                                                            |                                                                                 |                           |                           |                          |                          |
|                                                                            | Isabelle Rauch La République en marche                                          | 15 458                    | 36,18                     | 23 995                   | 70,13                    |
|                                                                            | Émilie Matz Front national (Civitas)                                            | 5 690                     | 13,32                     | 10 218                   | 29,87                    |
|                                                                            | Patrick Luxembourger Divers droite (Les Républicains diss.)                     | 5 647                     | 13,22                     |                          |                          |
|                                                                            | Pauline Lapointe-Zordan Les Républicains (Union des démocrates et indépendants) | 5 618                     | 13,15                     |                          |                          |
|                                                                            | Jean-Luc Pierré La France insoumise                                             | 4 157                     | 9,73                      |                          |                          |
|                                                                            | Brigitte Vaïsse Parti socialiste                                                | 2 885                     | 6,75                      |                          |                          |
|                                                                            | Guy Harau Europe Écologie Les Verts                                             | 1 243                     | 2,91                      |                          |                          |
|                                                                            | Carole Lelièvre-Christiany Debout la France                                     | 699                       | 1,64                      |                          |                          |
|                                                                            | Anne Richard Parti communiste français                                          | 416                       | 0,97                      |                          |                          |
|                                                                            | Guy Maurhofer Lutte ouvrière                                                    | 268                       | 0,63                      |                          |                          |
|                                                                            | Kévin Giges Régionaliste (Mouvement 100 % - Parti Lorrain)                      | 245                       | 0,57                      |                          |                          |
|                                                                            | Angela Maïo Divers (Union populaire républicaine)                               | 222                       | 0,52                      |                          |                          |
|                                                                            | François Gauche Divers                                                          | 174                       | 0,41                      |                          |                          |
|                                                                            | Yan Sander Divers                                                               | 0                         | 0,00                      |                          |                          |
| Source : Ministère de l'Intérieur - Neuvième circonscription de la Moselle |                                                                                 |                           |                           |                          |                          |